# Paleognata fåglar
Paleognata fåglar (Palaeognathae), ibland kallade strutsartade fåglar, är en av två infraklasser där den andra är Neognathae. Dessa båda klader omfattar alla världens idag förekommande fåglar och bildar underklassen Neornithes. Paleognata fåglar omfattar fyra idag förekommande flygoförmögna utvecklingslinjer, plus tre utdöda, och en flygförmögen utvecklingslinje, nämligen tinamofåglarna.

## Systematik
Det råder konsensus om att paleognata fåglar är den mest basala gruppen, det vill säga mest ursprungliga av dagens fåglar, men det råder oenighet kring deras evolution och hur de är besläktade med övriga fåglar.
Idag delas paleognata fåglar upp i fem idag förekommande ordningar och ett antal utdöda:
- Tinamofåglar (Tinamiformes) – omfattar tinamoer med sina nio idag förekommande släkten och ett 40-tal arter
- Strutsfåglar (Struthioniformes) – omfattar de två arterna struts och somaliastruts
- Nandufåglar (Rheiformes) – omfattar de två arterna större nandu och mindre nandu
- Kasuarfåglar (Casuariiformes) – omfattar kasuarer och emuer
- Kivifåglar (Apterygiformes) – omfattar fem idag förekommande arter
- Lithornithiformes – utdöd ordning
- Moafåglar (Dinornithiformes) – utdöd ordning som omfattade moafåglarna
- Aepyornithiformes – utdöd ordning som omfattade elefantfåglarna

## Namn
Ordet Palaeognathae härleds från gammalgrekiskans ord för "gammal käke", grekiskans παλαιός, palaios, "gammal". Det syftar på att dessa fåglars käkben beskrivs som mer primitivt och reptillikt än hos de andra fåglarna. Trivialnamnet paleognata på svenska stavas utan "a" innan "eo", precis som paleolitikum vilket även stavas utan "a" på amerikanska men med "a" på brittisk engelska.